# Thomas Wolfe
Thomas Clayton Wolfe (Asheville, 3 ottobre 1900 – Baltimora, 15 settembre 1938) è stato uno scrittore e poeta statunitense.
Scrisse quattro romanzi, oltreché molti racconti e novelle, opere drammatiche teatrali. Celebre per aver mescolato una scrittura originale, poetica, rapsodica e impressionistica con elementi autobiografici, egli descrisse vividamente la versatilità, la varietà e la diversità che riflettono la cultura americana del periodo, filtrata dalla sua prospettiva, sofisticata, delicata e iperanalitica.
Dopo la sua morte, lo stile di Wolfe influenzò lo scrittore della Beat Generation Jack Kerouac e numerosi altri autori americani, tra i quali Ray Bradbury, Edward Bunker, Stephen King e Philip Roth, che lo hanno citato nelle loro opere. Ancor oggi, rimane un importante scrittore per il Nord America, uno dei primi maestri della narrativa autobiografica.

## Biografia

### Infanzia
Thomas Wolfe nacque ad Asheville, una località turistica sulle montagne della Carolina del Nord frequentata soprattutto dalla borghesia. La madre, Julia Elizabeth Westall Wolfe, era una speculatrice immobiliare di successo, mestiere che, secondo Wolfe stesso, la tenne lontana dai suoi doveri di madre e moglie. Il padre, William Oliver, era un incisore di lapidi originario della Pennsylvania, dal carattere esuberante e grande bevitore, con ambizioni artistiche ben presto abbandonate. Nei suoi romanzi Wolfe ritrasse i genitori in chiave satirica.
Nel 1904 si trasferirono a Saint Louis dove la madre affittava una casa ad alcuni visitatori della World's Fair (una fiera espositiva di carattere scientifico e artistico). Lì il fratello Grover contrasse una fatale febbre tifoide, che segnò Wolfe, e lo riprese anni più tardi nelle sue opere.
Due anni dopo la famiglia si trasferì in una pensione della madre, una sistemazione che Wolfe soffrì molto, trascurato dai genitori e infastidito dai pensionanti. In questo contesto sviluppò un particolare affetto per l'altro fratello, Ben, molto legato a Wolfe e che trascorreva sempre molto tempo con lui. Frequentò dapprima la scuola pubblica, ma fu nella scuola privata, anche grazie all'insegnante Margaret Roberts, che  crebbe l'amore per la letteratura, trasmessogli dal padre, il quale gli recitava a memoria Shakespeare e alcuni stralci di poemi epici. Iniziò a leggere Walter Scott, Charles Dickens, Robert Louis Stevenson, Edgar Allan Poe. Si diplomò nel 1916 con il massimo dei voti.

### L'università e i primi lavori
Nel settembre del 1916 Thomas Wolfe si iscrisse alla North Carolina University a Chapel Hill. A causa delle origini provinciali e della statura (era alto due metri), si sentì escluso dai compagni. Quando in un tema descrisse la sua famiglia, i compagni credettero che fosse finzione.
Al secondo anno cominciò a farsi notare come scrittore al giornale della scuola, il Tar Heel Magazine, in cui pubblicò una poesia sulla prima guerra mondiale. Il fratello Ben contrasse una forma di polmonite e morì a venticinque anni. Wolfe ne fu molto scosso.
Wolfe ricevette presto vari riconoscimenti come poeta, ma cominciò a orientare i suoi primi sforzi verso il teatro, con i due drammi The Return of Buck Gavin e The third Night, quest'ultimo allestito dalla Carolina Playmakers.
Dopo la laurea, i genitori decisero di pagargli il primo anno ad Harvard, dove si iscrisse nel settembre del 1920 per studiare drammaturgia col professor George Pierce Baker, in quello che è conosciuto come il 47 Workshop. In quell'anno scrisse un altro dramma, The Mountains. Gli giunse la notizia dell'imminente morte del padre, che spirò mentre Wolfe era in viaggio verso casa.
Durante il terzo anno universitario scrisse Welcome to our City, un dramma autobiografico ambientato nella sua città natale, che chiamò Altamont, i cui personaggi faranno poi parte del suo primo romanzo, Angelo, guarda il passato. Nessun editore comprò il dramma e Wolfe, abbattuto, accettò un posto da insegnante all'università di New York, lavoro che svolse per i successivi sei anni.
Nell'ottobre del 1924 partì per l'Inghilterra, la Francia e l'Italia. Nell'agosto del 1925, durante il viaggio di ritorno verso New York, incontrò Aline Bernstein, una donna sposata di quasi vent'anni maggiore di lui, il grande amore della sua vita. La loro relazione fu molto turbolenta.
Nel giugno del 1926 ripartirono per l'Europa. Wolfe chiese ad Aline di sposarlo, ma ella non era dell'idea di chiedere il divorzio al marito. Aline lasciò l'Inghilterra e Wolfe iniziò un nuovo romanzo dal titolo O Lost, la prima versione di Angelo, guarda il passato. Viaggiò poi in Germania, paese dove si sentiva a casa.
Ritornato a New York scrisse a tempo pieno e completò il romanzo nel 1928. La ricerca di un editore fu alquanto ardua, in primo luogo per la lunghezza del manoscritto (350.000 parole) e pure per la difficoltà di inserirlo in un genere letterario preciso.

### Il successo
Frustrato per i continui rifiuti, mentre si trovava all'Oktoberfest, Wolfe fu coinvolto in una rissa che lo costrinse al ricovero in ospedale e che lo ispirò nella scrittura di un episodio dal titolo The October Fair, mai dato alle stampe. Due settimane dopo ricevette la notizia che la prestigiosa casa editrice newyorchese Scribner's Sons era interessata al suo romanzo. Il 2 gennaio 1929 incontrò a New York Maxwell Perkins, il più famoso curatore editoriale del tempo, scopritore di Hemingway e Scott Fitzgerald.
Perkins diventò il curatore editoriale anche di Wolfe e spinse quest'ultimo a cambiare profondamente la struttura di O Lost, accorciandolo. Decisero anche di cambiarne il titolo in Angelo, guarda il passato, prendendo ispirazione da un poema di John Milton.
Quando il romanzo iniziò ad avere successo, Wolfe troncò la relazione con Aline e si trasferì a Brooklyn, per evitare la mondanità newyorchese e concentrarsi esclusivamente sulla scrittura. Scrisse molte bozze per un secondo romanzo, ma Perkins le rifiutò tutte. Fu proprio da Perkins, però, che venne l'idea di scrivere il seguito di Angelo, guarda il passato, e fu lo stesso Perkins a presentargli Elizabeth Nowell, la quale curò con successo l'edizione dei racconti brevi di Wolfe.
Nel dicembre del 1933 Wolfe portò a Perkins un secondo romanzo; si intitolava The October Fair, un'epopea in più volumi sulla falsariga di Alla ricerca del tempo perduto di Marcel Proust. Perkins, dopo aver considerato le potenzialità commerciali di un libro così strutturato, decise di tagliarlo notevolmente, fino a farlo diventare un singolo volume, col titolo di Il fiume e il tempo. Quando uscì nel 1935, il romanzo era molto diverso dall'idea iniziale di Wolfe, che, frustrato, partì per Francia e Germania, dove era molto amato.
In patria, dopo un primo momento di entusiasmo, ricevette critiche per l'antisemitismo del romanzo. In questo periodo vennero a galla i risentimenti di Wolfe verso Perkins per essersi preso tante libertà nella revisione del romanzo e per aver rifiutato gran parte delle bozze.
Ripartì per la Germania dove assistette alle olimpiadi del 1936, e trovò nel paese un'atmosfera di oppressione. Scrisse una storia sul regime nazista Have a Thing to Tell You. Al ritorno troncò con Perkins e la Scribner's.
Nel maggio del 1937 ritornò ad Asheville per un periodo di tranquillità, ma non gli fu possibile a causa di continue telefonate, quindi si trasferì a Oteen, molti chilometri distante.
Trovato un nuovo editore, la Harper & Brothers, Wolfe ritornò a New York e riprese a lavorare regolarmente, senza però pubblicare nulla. Alla sua morte, lasciò due romanzi: The Web and the Rock e il seguito, You Can't Go Home Again. Il primo, ambientato tra l'infanzia del protagonista in una piccola cittadina nel sud degli Stati Uniti e i suoi primi successi di scrittore che cerca di inserirsi nella società newyorkese (dai tardi anni '10 alla metà degli anni '30 del XX secolo), è una trasposizione della propria vita, raccontata nei romanzi precedenti, con gli stessi personaggi pur con nomi diversi. Il secondo romanzo tratta del ritorno dello scrittore nella sua cittadina natale e dell'accoglienza ostile che vi riceve.
Nell'estate del 1938 partì per lungo viaggio attraverso gli Stati Uniti, riassunto nel libro A Western Journal. Durante una sosta a Seattle divise una pinta di whisky con un vagabondo che era probabilmente ammalato di influenza. Wolfe fu contagiato. I primi sintomi si manifestarono mentre stava navigando da Victoria a Vancouver, il 6 luglio. Invece di farsi curare, decise di ritornare a Seattle e solo l'11 del mese fu visitato da un dottore, il quale gli diagnosticò la polmonite. Fu trasferito a Providence, dove una radiografia evidenziò una vecchia lesione tubercolare a un polmone. Col passare delle settimane la sua condizione si aggravò; il 6 settembre soffrì di un violento mal di testa e fu trasferito a Baltimora, nel Maryland, al Johns Hopkins Hospital. Il 10 settembre fu tentato un intervento chirurgico al cervello per capire le cause della sua malattia, che si rivelò una forma di tubercolosi cerebrale ormai estesa a un intero lobo del cervello. Wolfe non riprese più conoscenza e morì il 15 settembre.

## Opere
- Look Homeward, Angel. A Story of the Buried Life, 1929
  - Angelo, guarda il passato, traduzione di Jole Jannelli Pintor, Torino, Einaudi, 1949, 1965. [il libro uscì con una pesante revisione di Maxwell Perkins]
  - O lost. Storia della vita perduta (O Lost: A Story of the Buried Life, 2000), traduzione di Maria Baiocchi e Anna Tagliavini, Introduzione di Riccardo Reim, Collana Biblioteca, Roma, Elliot, 2014, ISBN 978-88-619-2367-6. [versione dal manoscritto integrale originale di Look Homeward, Angel]
- Il fiume e il tempo (Of Time and the River. A Legend of Man's Hunger in His Youth, 1935), traduzione di Cesare Vivante, Milano, Mondadori, 1958.
- Dalla morte al mattino (From Death to Morning, 1935), traduzione di Laurana Berra, postfazione di Carlo Pagetti, Collana Prosa e poesia del Novecento n.15, Milano, SE, 1988, ISBN 978-88-771-0117-4; Milano, Mondadori, 1991; a cura di Jacopo Lenkowicz, Collana Cantastorie, Forlì, Carta Canta, 2014, ISBN 978-88-966-2950-5.
- Death the Proud Brother, 1935
  - Morte orgogliosa sorella, traduzione di Laurana Palombi Berra, Milano, Il Saggiatore, 1959.
  -  Orgogliosa sorella morte, traduzione di Cecilia Mutti, a cura di N. Cuffia, Collana Frontiere light, Fidenza, Mattioli 1885, 2010, ISBN 978-88-626-1161-9. [racconto lungo contenuto in Dalla morte al mattino]
- The Story of a Novel, 1936
  - Storia di un romanzo: autobiografia, traduzione di Laurana Palombi Berra, Milano, Il Saggiatore, 1958.
  - Storia di un romanzo, a cura di Igina Tattoni, Roma, Fazi, 1997.
- Ho una cosa da dirti (I Have a Thing to Tell You, 1937), traduzione di Luca Merlini, Collana narrativa, Bagno a Ripoli (Firenze), Passigli, 2014, ISBN 978-88-368-1424-4.
- La ragnatela e la roccia (The Web and the Rock, 1939), Introduzione di John Boynton Priestley, Milano, Mondadori, 1955.
- Non puoi tornare a casa (You Can't Go Home Again, 1940), traduzione di Ettore Capriolo, Milano, Mondadori, 1962.
- Il bambino perduto (The Hills Beyond, 1941), traduzione di Marilena Fonti, Collana Le Indie, Viterbo, La Caravella Editrice, 2009, ISBN 978-88-954-0230-7.
- 'Mannerhouse: A Play in a Prologue and Four Acts, 1948.
- A Western Journal: A Daily Log of the Great Parks Trip, June 20–July 2, 1938, 1951.
- The Letters of Thomas Wolfe, 1956.
- Short Novels of Thomas Wolfe, 1961.
- The Mountains: A Play in One Act; The Mountains: A Drama in Three Acts and a Prologue, 1970.
- Welcome to Our City: A Play in Ten Scenes, 1983.
- Beyond Love and Loyalty: The Letters of Thomas Wolfe and Elizabeth Nowell, 1983.
- My Other Loneliness: Letters of Thomas Wolfe and Aline Bernstein, a cura di Richard Kennedy, 1983.
- Un'oscura vitalità (Dark in the Forest, Strange as Time, The Winter of our Discontent, Circus at Down, Portrait of a Literary Critic, The Child by Tiger, 1986), traduzione di Sabrina Campolongo, Nadia Cazzaniga e Alessandra Patriarca, postfazione di S. Campolongo, Collana Il bosco di latte, Edizioni Paginauno, 2018, ISBN 978-88-996-9918-5.
- The Collected Stories of Thomas Wolfe, a cura di Francis E. Skipp, 1987.
- The Good Child's River, 1991.
- The Starwick Episodes, 1994.
- The Party at Jack's, 1995.
- To Loot My Life Clean: The Thomas Wolfe–Maxwell Perkins Correspondence, a cura di Matthew J. Bruccoli & Park Bucker, 2000.
- "God's Lonely Man", saggio non datato.
- Foglie d'America. Racconti scelti, Collana Baltimora, Corrimano, 2018, ISBN 978-88-990-0615-0.
- La lettera spagnola, a cura di S. Lumaca, Collana Experience Light, Fidenza, Mattioli 1885, 2021, ISBN 978-88-626-1807-6.

### Fonti
- Thomas Wolfe Memorial, su ah.dcr.state.nc.us. URL consultato il 12 agosto 2007 (archiviato dall'url originale il 10 agosto 2007).